# Dalkurd FF
Maillots
Dernière mise à jour : 11 décembre 2017.
Dalkurd FF est un club de football suédois fondé en 2004 et basé à Uppsala en Suède. L'équipe se compose en majorité de Kurdes émigrés en Suède.

## Histoire
Débutant en 2005 en septième division suédoise, Dalkurd FF devient chaque année champion de sa division jouée, jusqu'à sa dernière promotion en 2009 pour atteindre la Division 1 (troisième division suédoise).
En 2009, Dalkurd FF termine en tête de la Division 2, son dauphin est relégué à 13 points. L'équipe est déjà qualifiée pour la Division 1 de Suède à trois journées de la fin de la Ligue. L'actuel capitaine de l'équipe est le joueur Peshraw Azizi d'origine Kurde .
L'équipe dans son intégralité a échappé au crash aérien du 24 mars 2015 entre Barcelone et Düsseldorf. En effet, les joueurs qui venaient d'effectuer un stage en Catalogne étaient enregistrés sur ce vol de l'A320, mais ont décide de changer de vol une fois à Barcelone, jugeant l'escale à Düsseldorf trop longue.
Durant la saison 2016-2017, Dalkurd FF termina à la 2e place de son championnat de Superettan et accéda pour la première fois de son histoire en Allsvenskan.
La saison suivante, Dalkurd FF termina à la 15e place de Allsvenskan ce qui est synonyme de relégation en Superettan

## Palmarès
- Championnat de Suède de deuxième division
  - Vice-champion : 2017

- Championnat de Suède de troisième division
  - Champion : 2015 (Norra)

- Championnat de Suède de quatrième division
  - Champion : 2009 (Norra Svealand)

- Championnat de Suède de cinquième division
  - Champion : 2008 (Södra Norrland)

- Championnat de Suède de sixième division
  - Champion : 2008 (Dalarna)

- Championnat de Suède de septième division
  - Champion : 2005 (Dalarna Mellersta) et 2006 (Dalarna Södra)